# Kansas City Chiefs 1997
La stagione 1997 dei Kansas City Chiefs è stata la 28ª nella National Football League e la 38ª complessiva.
I Chiefs terminarono con un record di 13–3 e vinsero la AFC West. Questa stagione è ricordata per la controversia su chi dovesse essere il quarterback titolare tra Rich Gannon e Elvis Grbac che durò l'intera annata e probabilmente costò ai Chiefs una vittoria nei playoff. Il club fu battuto dai rivali di division e futuri vincitori del Super Bowl, i Denver Broncos. Il 1997 fu l'ultima stagione che i Chiefs raggiunsero i playoff negli anni novanta e per diverse stagioni. Vi avrebbero fatto ritorno nel 2003.
Questa fu l'ultima stagione in cui Marty Schottenheimer condusse la squadra ai playoffs, con la sconfitta contro Denver che fu l'ultima di una lunga serie nella post-season. Fu anche l'ultima stagione per il futuro membro della Hall of Fame Marcus Allen.

## Roster
| Roster dei Kansas City Chiefs nel 1997 |
| --- |
| Quarterback - 12 Rich Gannon - 11 Elvis Grbac - 8 Billy Joe Tolliver Running Back - 38 Kimble Anders FB - 32 Marcus Allen - 30 Donnell Bennett FB - 27 Greg Hill - 49 Tony Richardson FB Wide Receiver - 80 Lake Dawson - 84 Joe Horn - 83 Danan Hughes - 81 Kevin Lockett - 89 Andre Rison - 87 Tamarick Vanover Tight End - 88 Tony Gonzalez - 48 Ted Popson - 82 Derrick Walker Offensive Linemen - 69 Jeff Criswell T - 61 Tim Grunhard C - 62 Glenn Parker T - 68 Will Shields G - 65 Jeff Smith C - 79 Dave Szott G - 64 Ralph Tamm T Defensive Linemen - 71 Tom Barndt DT - 99 Vaughn Booker DE - 93 John Browning DE - 95 Michael Dean Perry DT - 91 Leslie O'Neal DE - 92 Dan Williams DT Linebacker - 50 Anthony Davis - 59 Donnie Edwards - 51 Greg Manusky - 77 Pellom McDaniels DE - 54 Tracy Simien - 56 Wayne Simmons - 58 Derrick Thomas - 90 Terry Wooden Defensive Back - 44 Darren Anderson - 34 Dale Carter CB - 40 James Hasty CB - 23 Clyde Johnson CB - 29 Mark McMillian - 25 Reggie Tongue SS - 21 Jerome Woods FS Special Team - 5 Louie Aguiar P - 10 Pete Stoyanovich K Squadra di allenamento - 24 Vann Washington S - 73 Pete Swanson T - 14 Kotto Cotton WR |
| Legenda - I rookie sono in corsivo. - Il primo ruolo è il principale mentre gli eventuali successivi indicano i ruoli secondari. - (IR) sta per Injured Reserve ed indica la lista ristretta per un solo giocatore infortunato che può tornare ad allenarsi dopo la settimana 6 e a rientrare in prima squadra dopo che questa ha giocato 8 partite. - (NF-Inj.) / (NF-Ill.) stanno rispettivamente per Non-Football Injured e Non-Football Illness ed indicano le liste dove viene inserito un giocatore che ha un infortunio o una malattia non dipendente dal football americano. - (PUP) sta per Physically Unable to Perform ed indica la lista dove viene inserito un giocatore mentre è in attesa di recuperare la condizione fisica. Nella stagione regolare dopo la sesta partita giocata dalla propria squadra, il giocatore ha tempo tre settimane per riprendere ad allenarsi, più tre settimane aggiuntive dal suo rientro agli allenamenti per rientrare in prima squadra. |

## Calendario
| Stagione regolare |                         |                    |                             |                    |                    |                                           |          |        |
| Turno             | Avversario              | Risultato          | Stadio                      | TV                 | Ora (CT)           | Commentatori                              | Pubblico | Record |
| 1                 | at Denver Broncos       | S 3–19             | Mile High Stadium           | NBC                | 3:00pm             | Dick Enberg, Paul Maguire & Phil Simms    | 75,600   | 0-1    |
| 2                 | at Oakland Raiders      | V 28–27            | Network Associates Coliseum | ABC                | 8:00pm             | Al Michaels, Frank Gifford & Dan Dierdorf | 61,523   | 1-1    |
| 3                 | Buffalo Bills           | V 22–16            | Arrowhead Stadium           | NBC                | 12:00pm            | Mike Breen & James Lofton                 | 78,169   | 2-1    |
| 4                 | at Carolina Panthers    | V 35–14            | Bank of America Stadium     | NBC                | 12:00pm            | Dan Hicks & Jim Mora                      | 67,402   | 3-1    |
| 5                 | Seattle Seahawks        | V 20–17 OT         | Arrowhead Stadium           | NBC                | 3:00pm             | Don Criqui & Jim Mora                     | 77,877   | 4-1    |
| 6                 | at Miami Dolphins       | S 14–17            | Pro Player Stadium          | NBC                | 12:00pm            | Charlie Jones, Randy Cross & Bob Trumpy   | 71,794   | 4-2    |
| 7                 | Settimana di pausa      | Settimana di pausa | Settimana di pausa          | Settimana di pausa | Settimana di pausa | Settimana di pausa                        |          |        |
| 8                 | San Diego Chargers      | V 31–3             | Arrowhead Stadium           | TNT                | 7:00pm             | Verne Lundquist, Pat Haden & Mark May     | 77,195   | 5-2    |
| 9                 | at St. Louis Rams       | V 28–20            | Edward Jones Dome           | NBC                | 12:00pm            | Joel Meyers & Beasley Reece               | 64,864   | 6-2    |
| 10                | Pittsburgh Steelers     | V 13–10            | Arrowhead Stadium           | ABC                | 8:00pm             | Al Michaels, Frank Gifford & Dan Dierdorf | 78,301   | 7-2    |
| 11                | at Jacksonville Jaguars | S 14–24            | Alltel Stadium              | NBC                | 12:00pm            | Dan Hicks & Jim Kelly                     | 70,444   | 7-3    |
| 12                | Denver Broncos          | V 24–22            | Arrowhead Stadium           | NBC                | 12:00pm            | Dick Enberg, Paul Maguire & Phil Simms    | 77,963   | 8-3    |
| 13                | at Seattle Seahawks     | V 19–14            | Kingdome                    | NBC                | 3:00pm             | Mike Breen & James Lofton                 | 66,264   | 9-3    |
| 14                | San Francisco 49ers     | V 44–9             | Arrowhead Stadium           | FOX                | 12:00pm            | Pat Summerall & John Madden               | 77,535   | 10-3   |
| 15                | Oakland Raiders         | V 30–0             | Arrowhead Stadium           | NBC                | 12:00pm            | Charlie Jones & Bob Trumpy                | 76,379   | 11-3   |
| 16                | at San Diego Chargers   | V 29–7             | Qualcomm Stadium            | NBC                | 3:00pm             | Tom Hammond & Randy Cross                 | 54,594   | 12-3   |
| 17                | New Orleans Saints      | V 25–13            | Arrowhead Stadium           | FOX                | 12:00pm            | Joe Buck & Bill Maas                      | 66,772   | 13-3   |

### Playoff
| Playoff            |                |         |                   |     |        |        |
| Divisional Playoff | Denver Broncos | S 10–14 | Arrowhead Stadium | NBC | 4:15pm | 76,965 |

## Classifiche
| AFC West               |    |    |   |      |     |     |     |
|                        | V  | S  | P | %    | PF  | PS  | STR |
| (1) Kansas City Chiefs | 13 | 3  | 0 | .813 | 375 | 232 | V6  |
| (4) Denver Broncos     | 12 | 4  | 0 | .750 | 472 | 287 | V1  |
| Seattle Seahawks       | 8  | 8  | 0 | .500 | 365 | 362 | V2  |
| Oakland Raiders        | 4  | 12 | 0 | .250 | 324 | 419 | S5  |
| San Diego Chargers     | 4  | 12 | 0 | .250 | 266 | 425 | S8  |